# Saint-André, Tarn
 Saint-André là một xã thuộc tỉnh Tarn trong vùng Occitanie ở phía nam nước Pháp. Xã này nằm ở khu vực có độ cao trung bình 427 mét trên mực nước biển.